# Trapiche

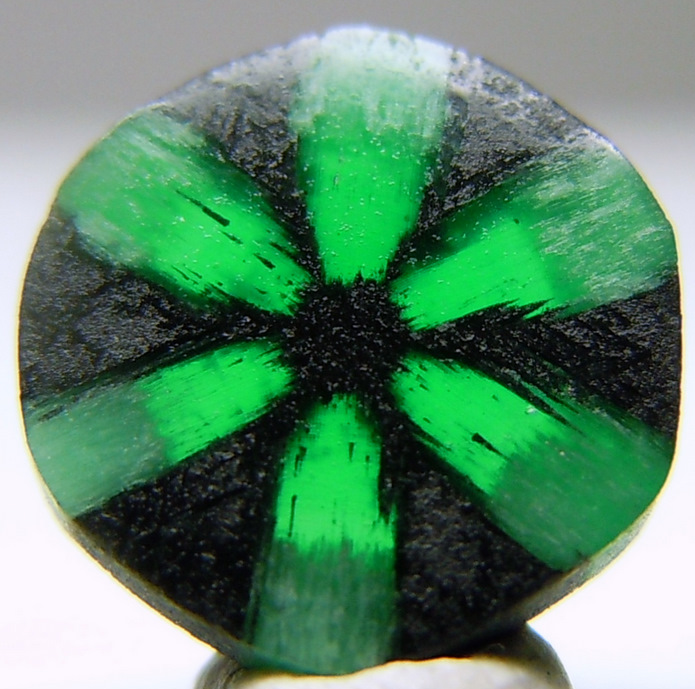
Trapiche-Smaragd aus der Muzo-Mine, Kolumbien

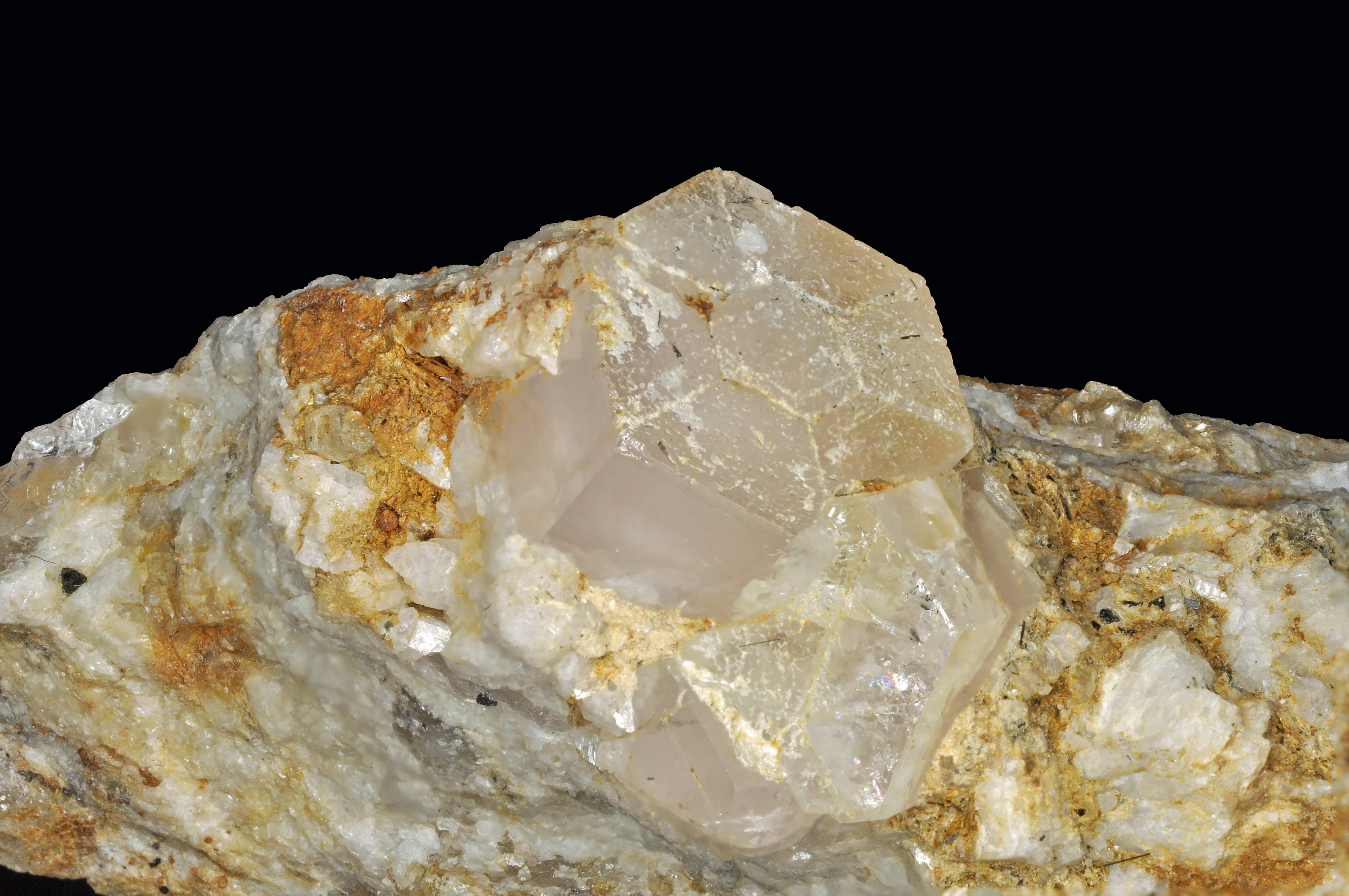
Trapiche-Morganit aus Chamachhu, Pakistan

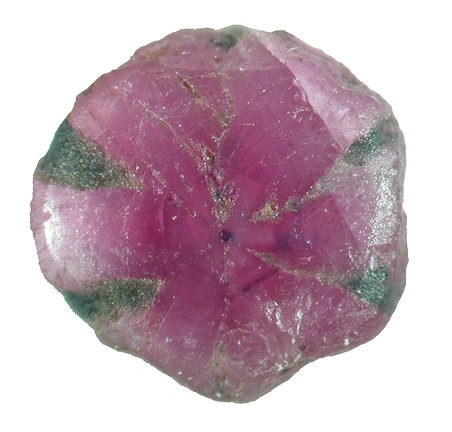
Trapiche-Rubin aus Möng Hsu, Myanmar

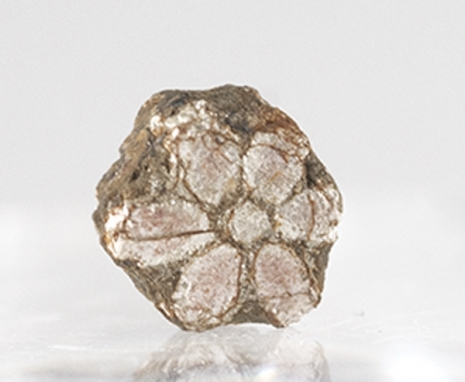
Trapiche-Cordierit (Cerasit) aus Kameoka, Japan

Trapiche ist ein Begriff aus der Mineralogie und Kristallographie und bezeichnet eine spezielle Wachstumsform  bei Mineralen.

## Etymologie und Geschichte
Die Trapiche-Form ähnelt im Querschnitt einer zahnradbesetzten Walze und wurde in Anlehnung an das spanische Wort trapiche für Oliven- oder Zuckermühle (in der Technik auch Pochwerk) benannt.
Erstmals entdeckt wurde die Trapiche-Form bei kolumbianischen Smaragden. Die Benennung erfolgte aufgrund Ähnlichkeit mit den im Fundland betriebenen Zuckermühlen und -walzen.

## Morphologie
Bei einem Trapiche-Kristall sind um einen spindelförmig aufgebauten Zentralkristall herum sechs im 60°-Winkel angeordnete Sektoren ausgebildet. In die Zwischenräume ist feinkörniger Albit oder Calcit eingewachsen, der oft durch eingeschlossene organische Substanzen wie beispielsweise Schwarzschiefer dunkel gefärbt ist. 
Rechtwinklig zur Haupt- bzw. c-Achse zeigen solche Kristalle eine sternenförmige, wagenradähnliche Gestalt. Parallel zur Hauptachse erscheinen die Einschlüsse bandförmig.

## Vorkommen
Die weitaus bekanntesten Vorkommen an Tapiche-Kristallen sind die Smaragde aus Muzo in Kolumbien, allerdings sind ähnliche Kristallformen auch bei anderen Beryll-Varietäten wie beispielsweise beim Morganit aus Pakistan bekannt. Auch bei anderen Mineralarten wie unter anderem den Korund-Varietäten Rubin und Saphir, der in Japan entdeckten Cordierit-Varietät Cerasit (auch Sakura Ishi oder Kirschblütenstein), den verschiedenen Turmalinen und Granaten, der Andalusit-Varietät Chiastolith und beim Quarz beobachtet.

## Verwendung
Um die Besonderheit der Trapiche-Form hervorzuheben, werden die entsprechenden Minerale zur Verwendung als Schmuckstein in Cabochonform geschliffen. Aufgrund ihrer Seltenheit sind Trapiche-Kristallformen bei Sammlern sehr begehrt.